# Edward Kolczyński
Edward Wojtek Kolczyński (ur. 1952 w Żakowicach Starych) – polski trębacz, pianista, kompozytor i aranżer. 

## Życiorys
Studiował w Państwowej Wyższej Szkole Muzycznej w Gdańsku. Grał w zespołach: Dekathlon Jazz Band (1974-76) i Baltic Jazz Band (1976-78). Założyciel i lider wyróżnionej na festiwalu Jazz nad Odrą '78, jazzowej formacji Baszta (1976-78). 
Na początku lat 80. wyjechał na kilkadziesiąt lat do Szwajcarii, gdzie uczył aranżowania i grywał z miejscowymi muzykami. Brał także udział w nagraniu albumu Leszka Dranickiego pt. Listy jazzujące (2010). 

## Dyskografia

### Albumy
Z zespołem Baszta:
- 2011: Swingujące 3-miasto

Z Leszkiem Dranickim:
- 2010: Listy jazzujące